# La Haba
La Haba es un municipio y localidad española de la provincia de Badajoz, en la comunidad autónoma de Extremadura. El término municipal tiene una población de 1214 habitantes (INE 2024).

## Ubicación
Se sitúa entre Don Benito, Villanueva de la Serena y Magacela. Pertenece a la comarca de La Serena-Vegas Altas y al partido judicial de Villanueva de la Serena.

## Toponimia
Existen tres teorías acerca del nombre de La Haba:
- Primera: El nombre deriva de los llamados «habas» o «dientes de caballo» que son cristalizaciones de feldespato y cuarzo de color marfil opaco con forma alargada de  prisma irregular que abundan en las rocas de la zona.
- Segunda: Proviene del nombre de la leguminosa, la cual se cultiva en esta región.
- Tercera: Es la más aceptada. La palabra "aba", que procede de las lenguas indoeuropeas, significa roca útil o cantera, nombre adecuado para un canchal limpio y lavado en medio de tierras aptas para agricultura y ganadería. Esto era La Haba en su origen: «roca útil para construir vivienda.»

La palabra se castellanizó y pasó ser «haba» que procede de la palabra latina «faba».

## Historia

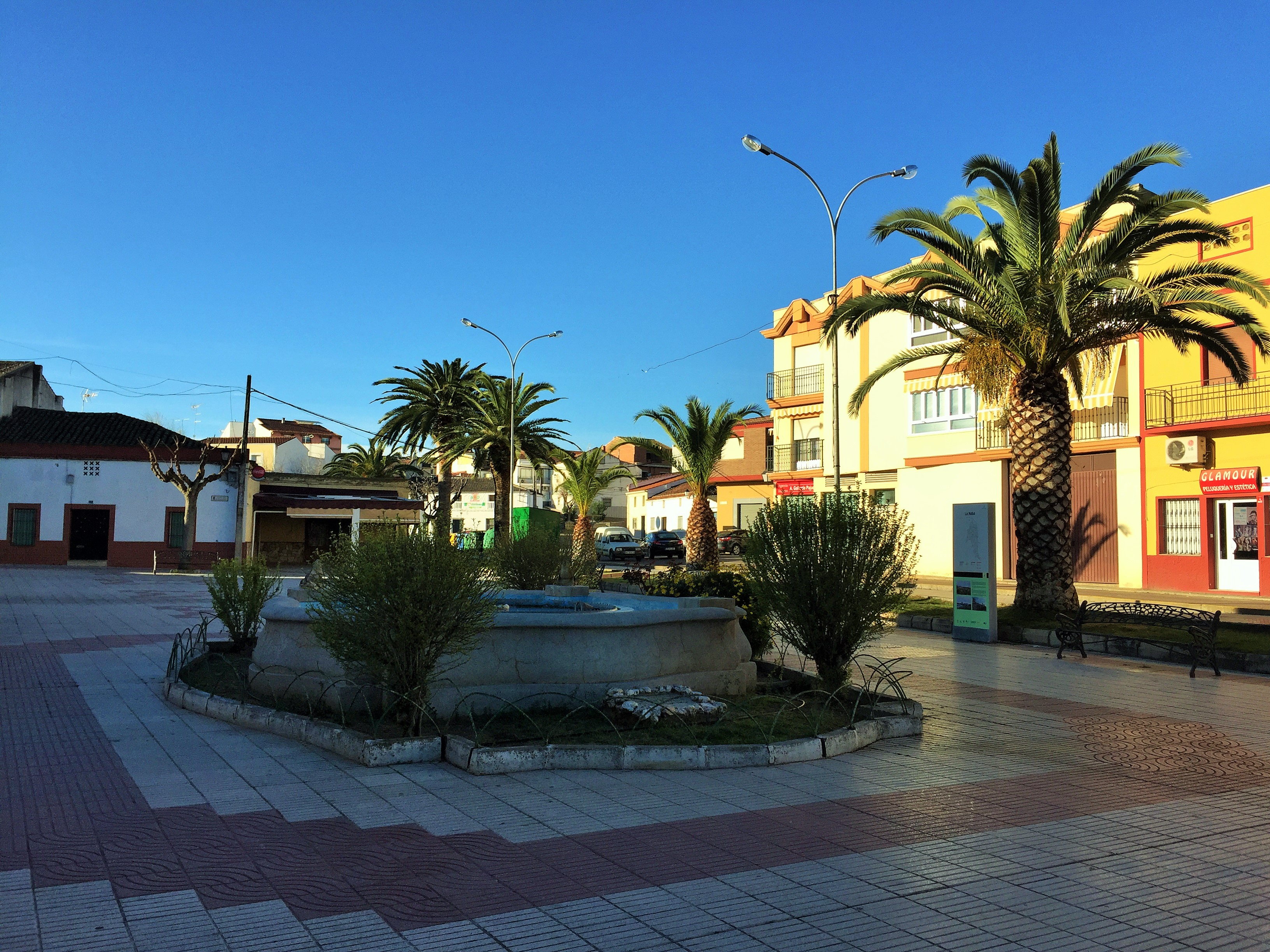
Plaza principal

### Historia antigua
La zona estaba poblada en la época romana, como lo atestigua la existencia de un ara romana utilizada como pila de agua bendita en la ermita de Nuestra Señora de la Antigua, el puente romano sobre el río Ortigas y las numerosas tumbas excavadas en la roca que proliferan en las inmediaciones de dicha ermita.
De igual manera ha aparecido recientemente una inscripción como parte de uno de los alzados de la ermita, así como se ha constatado la integración de un fragmento de una loseta que fue utilizada como juego de mesa en una de las paredes de la iglesia de San Juan Bautista.
Durante las excavaciones que realizaron con motivo de la construcción de la actual carretera EX-346, además, salieron a la luz restos de cimentaciones asimilables a la época altoimperial romana —siglos I a II d. C.—, así como tres enterramientos por incineración. Es la misma intervención la que nos muestra una serie de estructuras de época bajoimperial —siglos III a IV d. C.— dedicadas a la producción industrial de decantación de arcillas y un área funeraria infantil de inhumación dedicada a neonatos -de un total de cuarenta y ocho enterramientos excavados en la roca-. De todo ello se desprende la presencia de un asentamiento distendido en el tiempo durante la dominación romana.

### Época tardorromana
La misma excavación mencionada nos proporciona más datos sobre un asentamiento prolongado entre los siglos V y VII d. C. Aparecen estructuras domésticas, funerarias y de producción, como un horno de cocción cerámica.

### Edad Media
Por otro lado, un hallazgo accidental en las cercanías del actual cementerio de la localidad sacó a la luz un ajuar catalogado como hispano-visigodo que asegura la idea de la persistencia del asentamiento de seres humanos en la zona en el tiempo.
Nos remitimos de nuevo a la memoria de la excavación de la EX-346 para documentar la existencia de numerosos silos, así como de un muro de cimentación de amplias dimensiones en el Cerro de la Horca.
El Medievo nos permite acercarnos de una manera más cercana a la conformación del territorio cristiano de La Serena, no así a la construcción de la primitiva aldea que sería conocida a finales del periodo como "La Haba". En los primeros años de la década de los 30 del siglo XIII las fuerzas cristianas reunidas bajo el mando del rey castellano-leonés Fernando III conquistaban definitivamente Magacela y en los años venideros asegurarían los territorios limítrofes. Sería el castillo de Magacela y su villa los elementos básicos para vertebrar el territorio conocido como La Serena, ambos donados a la Orden de Alcántara para su administración y disfrute para la defensa de la cristiandad en el año 1234. Al uso del resto de núcleos, La Haba quedó como aldea de Magacela bajo su comunidad de villa y tierra, si bien no sabemos cuándo fue fundada. Luis Vicente Clemente encontró en el Libro de la Montería de Alfonso XI que La Haba ya se encontraba poblada en el año 1383, por lo que necesariamente hubo de ser antes de esa fecha.
De ese modo, una vez levantado el núcleo jabeño entre finales del siglo XIII y el siglo XIV, quedó bajo control de la villa de Magacela como aldea dependiente de la misma. Si a día de hoy nos erguimos en el castillo de Magacela para otear el horizonte, es sencillo observar como todas las poblaciones se sitúan formando un cerco en torno a él, como unidad fundamental de lo que sería el partido de La Serena.
Para seguir el rastro a La Haba hemos de conocer cuándo aparece en escena Villanueva de La Serena, que era conocida como Aldeanueva en el siglo XIV. Gonzalo Pérez Gallego, maestre de la Orden de Alcántara, consigue del rey castellano Fernando IV la donación de esta aldea, hasta entonces dependiente de Medellín, en el año 1305. Fue conseguida tras una serie de pleitos motivados entre Medellín y la Orden de Alcántara tras la decisión del monarca de legarla a la Orden en el año 1303. Sabemos que la incorporación de Aldeanueva fue a favor de Magacela, como aldea suya, a raíz de las sucesivas menciones que hace de ella como aldea Alonso de Torres y Tapia en su crónica a través de los documentos que él transcribe.
Aldeanueva cambiará de nombre en varias ocasiones hasta conseguir el nombre que hoy tiene, si bien lo que realmente nos interesa es saber que en el año 1504 las competencias de civiles y eclesiásticas gubernativas y judiciales pasan a ella desde Magacela al crear los Reyes Católicos, la figura del gobernador del partido de La Serena y trasladar el priorato. En este momento la ya villa de Villanueva de La Serena ostenta la cabecera del partido y aglutina bajo sí varias aldeas, entre las que cuenta La Haba. Quiere decir que en el momento que Villanueva se separa de Magacela y se hace villa por sí, La Haba cambia de ser aldea de la segunda a serlo de la primera. Así se mantendrá hasta el año 1554.
En cuanto a referencias documentales previas al reinado de los Reyes Católicos, además de la ya mencionada, solo conservamos tres, de momento: una en el pedido de 1452, otra en la serie de censos conservados en el Archivo de la Archidiócesis de Mérida-Badajoz emitidos por la ermita de Nuestra Señora de la Antigua en el siglo XV -del año 1474 en adelante- y una última en un pleito motivado por el robo de ganado a vecinos de Magacela donde se vio involucrado un vecino jabeño en el año 1479.

### Edad Moderna
La modernidad nos permite el acceso a un mayor volumen de documentación referente a La Haba, aunque nos encontremos limitados por la desaparición o la destrucción de abundante documentación, sobre todo de la expedida por el concejo. Esto nos permite conocer más datos sobre el devenir, las costumbres y la vida desarrollados en la misma. De forma preliminar, nos vamos a centrar estrictamente en el desarrollo histórico de los hitos más importantes que guiaron su existencia hasta la actualidad.

El año de 1553 es esencial en este sentido. Alonso Miguel, vecino de La Haba, como representante del concejo y vecinos de la misma, inicia los trámites precisos para solicitar el título de villa y, por tanto, la autonomía frente a las autoridades villanovenses de las que dependía como aldea. Son especialmente elocuentes las razones que arguye en favor de la emancipación:
"Y quel alcalde hordinario dese dicho lugar -se refiere a La Haba- tiene juridición en causas ceuiles en cien maravedís y en los daños de panes y viñas en qualquier cantidad sea, y que en las causas criminales no tiene juridición alguna y que los vezinos dese dicho lugar hazen muchas costas y gastos en yr a juyzio a la dicha villa de Villanueva de La Serena. Y muchas vezes los pobres y biudas dexan de pedir su justicia y de se defender de los que algo les piden y demandan y los delitos que se cometen en ese dicho lugar y sus términos quedan sin punición ni castigo y las partes danificadas y los vezinos dél, reciben muchas molestias y fatigas y vexaciones de los alguaziles y escriuanos y executores y emplazadores de la dicha villa de Villanueua, y en otras diuersas formas y maneras. Y que los vezinos y moradores de las villas y lugares comarcanos entran en los dichos vuestros términos a cortar leña y pastar con sus ganados, e por no tener el dicho lugar jurisdición, no los osan ni pueden prendar ni defender que no les corten ni pasten los dichos sus términos".
Escuchada la súplica de Alonso Miguel, recibida una contradicción puesta por algunos vecinos contrarios a la separación de Villanueva de La Serena y con la mente puesta en recaudar más dinero para las empresas europeas, el monarca Carlos V, por mediación de su hijo el príncipe Felipe, concede la merced que solicita La Haba mediante cédula con fecha de 26 de agosto de 1553. Más allá de los problemas suscitados por el litigio que se abre entre los detractores -tanto la propia Villanueva como algunos vecinos de La Haba- y los que estaban a favor, el príncipe Felipe requiere la confección de dos padrones de vecinos de La Haba para tasar lo que se debe pagar a la hacienda del rey para que pase el núcleo a ser considerado de aldea a villa. El 5 de noviembre Francisco García, mayordomo del concejo de La Haba, solicita traslado de todo el proceso de confección y de los autos suscitados ante, durante y tras el mismo para remitirlo al rey. 
El documento resultante es tratado por los consejeros del rey, del que resultan un total de 361 vecinos, 307 adultos y 54 menores. Con estos datos, el Consejo de Hacienda tasa el montante y cita al concejo de La Haba para comunicarlo. Alonso Miguel se presenta el veintidós de diciembre de 1553 ante el tesorero Alonso de Baeza, con quien fracciona el pago en dos partes: una primera por valor de un 1 866 600 maravedís que solventa en esa audiencia y una segunda de 479 900 maravedís a solventar en marzo del año siguiente. En total, 2 346 500 maravedís como precio de su propia jurisdicción. El 19 de enero de 1554, data de la merced carolina, rubricada por el príncipe Felipe, obtiene La Haba la categoría de villa junto a todos los privilegios que ello conllevaba, aunque no sería hasta la subsanación del último pago cuando definitivamente estaría completa la merced. La Haba sería desde entonces una población independiente, con sus propias figuras jurídicas y gubernativas con potestad para actuar en su territorio, siempre supeditadas a las autoridades reales y de la Orden de Alcántara, como el resto de poblaciones. 

### Conquista americana
Según el libro «Epopeya de la raza extremeña en Indias» del presbítero Vicente Navarro del Castillo, la villa de La Haba contribuyó a la conquista americana con trece de sus habitantes que participaron en la conquista y colonización de varios países americanos. Uno de los "jabeños", Hernando Arias de Saavedra, después de actuar en Chile, pasó a territorio argentino y fue uno de los soldados que intervino en la fundación de la ciudad argentina de San Juan

### Edad Contemporánea
A la caída del Antiguo Régimen «Hava» se constituyó en municipio constitucional en la región de Extremadura. Desde 1834 quedó integrado en el partido judicial de Villanueva de la Serena. En el censo de 1842 contaba con 580 hogares y 2298 vecinos.

## Demografía
La Haba cuenta con una población de 1214 habitantes (INE 2024).
| Gráfica de evolución demográfica de La Haba entre 1842 y 2021                                                         |
| |
| Población de derecho según los censos de población del INE. Población de hecho según los censos de población del INE. |

## Patrimonio
La villa presenta constructivamente características extremeñas y en particular las de la comarca de La Serena, calles amplias y edificaciones de una sola planta, con cuadra para las caballerizas abajo, junto a la vivienda, y «doblado» para guardar las cosechas y chacinas en la primera planta. Las fachadas están encaladas, se renuevan todos los años y tienen elementos de granito en algunas portadas.
En diversas fachadas de viviendas de la villa hay escudos de granito y mármol que testimonian su  hidalguía. Son emblemas de títulos que ostentaron los ilustres vecinos en el siglo XVII y XVIII. Poseen claras alusiones a la Orden de Alcántara y pertenecieron a los  condes de Montalbán y a los «Campos de Orellana», entre otros.
Destaca el humilladero, situado a las afueras del pueblo. Es un monumento con tres escalones circulares de piedra encima de los cuales hay un bloque rectangular y la columna del humilladero propiamente dicha. Todo el conjunto está hecho de bloques de granito.

### Iglesia parroquial San Juan Bautista

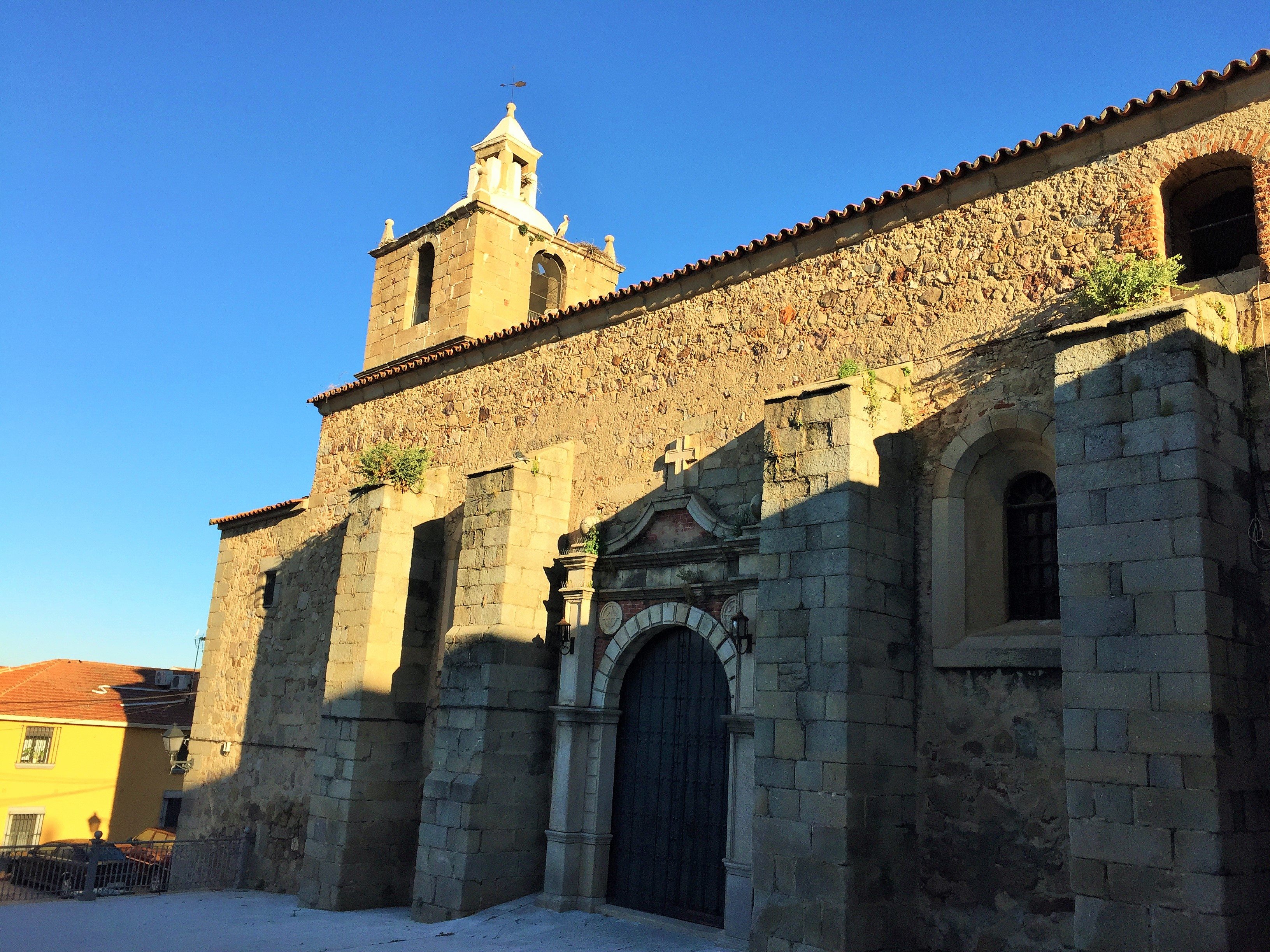
Iglesia parroquial de san Juan Bautista

Iglesia parroquial católica bajo la advocación de San Juan Bautista dependiente de la Archidiócesis de Mérida-Badajoz.
Obra de gran cuerpo sobre terraza, constituye una construcción de mampostería y sillares con planta de cruz latina, que se presenta exenta, sobreelevada sobre un espacio circundante constituido por diversos ámbitos a diferentes alturas. Consta de una sola nave compartimentada en cinco tramos, con bóveda de cañón con lunetos. El presbiterio, de gran cuerpo y mayor elevación que el resto de la nave, está cubierto por una cúpula de media naranja construida sobre pechinas y en ladrillo visto igual que el tramo adyacente de la nave, esta cúpula exteriormente se manifiesta por el cuerpo cuadrangular que la envuelve.
La cabecera es de testero plano con escasa profundidad. A ambos lados se sitúan la Sacristía y la Capilla del Sagrario, configurando los incipientes brazos de la cruz. El pavimento también es de granito, pero actualmente está cubierto de terrazos artificiales.
Al exterior destacan unos poderosos contrafuertes y algunas ventanas de medio punto, todo en sillería. Sobre ambos costados se abren sendas portadas iguales, de diseño clasicista, consistentes en arcos almohadillados de medio punto flanqueados por pilastras con bolos y frontón superior rematado en cruz y medallones en las enjutas, de diseño renacentista.
En la fachada frontal, que no ostenta portada por hallarse cegada la originaria, se encastra una torre cuadrada de sillares, con ventanas de medio punto a las cuatro caras en el cuerpo superior.
Entre sus contenidos merece citarse una buena talla del siglo XVI de la Virgen de Valvanera, conocida popularmente entre los vecinos como “la Verveneda”, imagen sedente con el Niño Dios en brazos sobre un águila, que tiene mutilada la cola, debido a la mano atrevida de algún indocumentado.
Hoy por hoy no sabemos la relación existente entre el pueblo de La Haba y esta imagen, patrona de La Rioja, ni porqué aparece en esta localidad.

### Ermita de Nuestra Señora De La Antigua
Se encuentra a 9 km de la localidad. En el año 1400 ya existía. Se encuentra rodeada por un cerco, ligeramente trapezoidal, al recinto se entra a través de dos puertas situadas ambas en el lado oeste de dicho cerco, siendo la más antigua la que se encuentra en la parte izquierda, que conserva su estructura de cantería. En el centro de este mismo lateral del cerco encontramos otra puerta a modo de arco apuntado, que data de 1926 y cerrada con artística puerta de forja, obra de M. Chamizo.
El templo está constituido por cuerpo, capilla, camarín posterior y soportales, diferenciándose estas partes desde el exterior por ser una superposición de distintos volúmenes a diferentes alturas. Al templo se accede a través de dos puertas una situada en la cara oeste y otra en la cara norte del mismo. En esta construcción encontramos un arco total y crucero de cantería de bóveda todo el cuadro de la Capilla.
Cuenta con un elemento poco habitual en este tipo de construcciones, una torre de 25 escalones separada del cuerpo principal, edificada en mampostería de barro, piedra y sillares, se divide en dos cuerpos por medio de una sencilla imposta, como remate superior el campanario, techado con cubierta de madera a cuatro vertientes. Esta torre se une al cuerpo principal por los soportales citados anteriormente, los cuales están compuestos por una sucesión de arcos de medio punto.
El suelo de la ermita y el porche que la rodea es de granito. En su interior cabe destacar una reliquia romana que encontramos situada tras la puerta situada en la cara norte del templo, es una pila del agua de purificarse, hecha vaciando un pedestal romano de granito.
A través de la Sacristía accedemos al Camarín de la Virgen, que está decorado con frescos donde se representa la leyenda de cómo se apareció la virgen en este lugar a un pastor. 
Presidiendo el altar, en el ventanal del camarín, está situada la virgen, Nuestra Señora de la Antigua, la imagen actual reproduce la anterior y data de 1941. Lo más destacable es que tanto la Virgen como el niño forman un solo bloque, de tal manera que el niño viste la misma túnica que la madre. Se encuentra casi todo el año en su ermita, salvo el 13 de agosto, que es trasladada en peregrinación por los vecinos del pueblo a la iglesia de San Juan Bautista, al 13 de septiembre que, de la misma forma, es llevada de nuevo a su ermita.
Otros testimonios que hacen patente la existencia en ese lugar de asentamientos remotos en la zona, son, además de la reliquia romana mencionada anteriormente, numerosas tumbas antropomorfas excavadas en la roca que proliferan en las inmediaciones, que se creen son restos ibéricos.
En las cercanías a la ermita se encuentra el puente sobre el río Ortigas, consta de seis arcos de medio punto, realizados en piedra, es de presumible origen romano, aunque sin documentar y reconstruido en la Edad Media.
Otro edificio a tener en cuenta es el convento, fundado y edificado por los condes Campos de Orellana como asilo-hogar para los ancianos.

## Fiestas

### Feria de Marzo
En 1880 se abre expediente respectivo al establecimiento de una feria de ganado en los días 17, 18, 19 y 20 de marzo de cada año, para que esto comience a celebrarse a partir del año 1881. Este expediente se concluye el 5 de enero de 1881 quedando establecido en él incluso los terrenos en los que se asentaría el ganado que viniese a ella, de tal manera que nadie que no participase les pudiese usurpar los pastos.
En su origen fue una de las mejores ferias de ganado de la comarca, donde los distintos “merchanes” se encargaban de comprar y vender “bestias” tanto a gentes del pueblo como a otros venidos para estos fines a la localidad.
Hoy en día por el desuso en que entran las bestias esta feria solo se celebra en los días 18, 19 y 20 de marzo y ha dejado de cumplir su finalidad, sirviendo simplemente de esparcimiento a la población y a todos aquellos que nos visitan por estos días.

### La Jira
Es el día más característico de la Semana Santa en La Haba, es un día en el campo, donde el viajero será bienvenido. En toda Extremadura se celebra este día y en cada pueblo tienen su lugar para ello. En La Haba, los jabeños, se trasladan a los alrededores de la ermita de Ntra. Sra. de La Antigua, donde unos y otros con la convivencia con sus convecinos y demás visitantes que se reciben por esas fechas y sobre todo ese día, pasan un día memorable. Según se cuenta simplemente puede parecer un simple día en el campo, será esa simpleza, será por la apertura de brazos y corazón de los jabeños, será por su paisaje, pero “la jira” no es para contarla es para vivirla. De hecho es de las más populosas de la comarca y cada año somos más.

### La Velá
Se festeja los días 13, 14, 15 y 16 de agosto, en honor a la patrona del lugar, la Virgen de la Antigua, de hecho el comienzo de dichas fiestas lo marca la llegada de la Virgen al pueblo, traída en peregrinación desde su ermita hasta la iglesia de San Juan Bautista.
Por otro lado, mencionar que como muchas otras poblaciones extremeñas, esta quedó muy despoblada por la emigración y muchos de estos emigrantes regresan por estas fechas, por ello además se convierten estas fiestas en punto de encuentro para familiares y amigos, lo que hace que resulten unas fiestas entrañables.
La semana anterior a La Velá se realiza una semana cultural, que se está convirtiendo en tradicional, donde hay festejos y celebraciones para niños y mayores, con distintas actividades, como la fiesta del emigrante o la ruta cicloturística por la localidad que son dos de las actividades que están arraigando con más fuerza entre la población y tienen una participación masiva, sin menospreciar otras actividades también muy concurridas como rotura de pucheros, diferentes competiciones (natación, fútbol sala,...) y otros espectáculos (cine de verano, teatro, bailes, cante...) 